# Brumes d'automne
Brumes d'automne est un film muet français de court métrage réalisé par Dimitri Kirsanoff, sorti en 1929.

## Fiche technique
- Titre : Brumes d'automne
- Réalisation : Dimitri Kirsanoff
- Photographie : Jean de Miéville
- Société de production : Mentor-Film
- Pays d'origine :  France
- Langue : film muet avec les intertitres  en français
- Format : Noir et blanc — 35 mm — 1,33:1 — Muet
- Métrage :
- Genre : Film dramatique
- Durée : 15 minutes
- Dates de sortie :
  -  France : 1929

## Distribution
- Nadia Sibirskaïa